# Andrea Ballico
Andrea Ballico es un deportista italiano que compitió en vela en la clase 470. Ganó una medalla de plata en el Campeonato Europeo de 470 de 1985.

## Palmarés internacional
| Campeonato Europeo | Campeonato Europeo | Campeonato Europeo | Campeonato Europeo |
| Año                | Lugar              | Medalla            | Clase              |
| ------------------ | ------------------ | ------------------ | ------------------ |
| 1985               | Koper (Yugoslavia) | Medalla de plata   | 470                |